# Giorgio Demetrio Gallaro
Giorgio Demetrio Gallaro (Pozzallo, 16 de gener de 1948) és un religiós i bisbe italià. Va ser ordenat sacerdot el 1972, i el 1987 s'incardinà de l'eparquia de Newton dels melquites.
El 31 de març de 2015, el papa Francesc l'anomenà Eparca de Piana degli Albanesi, i va succeir a Sotìr Ferrara. Fou consagrat bisbe el 28 de juny de 2015 per l'eparca Ercole Lupinacci.